# Álvaro Henríquez
Álvaro Felipe Henríquez Pettinelli (Concepción, 18 de octubre de 1969) es un cantante, músico y compositor chileno, considerado uno de los más importantes e influyentes de la música de su país, siendo especialmente activo durante las décadas de 1990 y de 2000. Vocalista y líder de las bandas Los Tres y Pettinellis, también ha realizado trabajos como productor y solista, también por ser el fundador de la marca de vinos, Madre Atómica, en honor al músico Pedro Aznar. 
Ligado desde sus orígenes al rock y el jazz, se ha destacado también su interés por reconstruir el patrimonio musical chileno al investigar en las raíces folclóricas de su país, hecho que se evidencia por las cuecas que comúnmente están presentes en sus discos y conciertos.
La fuerte presencia que adquirieron Los Tres durante su estancia en México le abrió posteriormente las puertas a otras bandas chilenas en el mercado mexicano, como el caso de Los Bunkers, Lucybell o T.A.M.

## Biografía

### Niñez y juventud
Henríquez nació en la ciudad de Concepción el 18 de octubre de 1969, donde tuvo su inicio en la música a los 12 años, cuando ingresó al Conservatorio de Música de su ciudad natal. Estudió por un breve tiempo Licenciatura en Música en la Universidad de Concepción. Sus primeras bandas se llamaron Los Dick Stones y Los Escalímetros Voladores. Otra de sus bandas juveniles fue Los Ilegales, en la cual también figuraban Roberto 'Titae' Lindl y el guitarrista Jorge 'Yogui' Alvarado; este último, el futuro líder de los populares Emociones Clandestinas, un grupo en el cual Henríquez llegó a participar muy brevemente como guitarrista en 1988.

### Formación de Los Tres y La Regia Orquesta
En 1982, tres jóvenes de Concepción llamados Roberto "Titae" Lindl, Álvaro Henríquez y Francisco Molina, formaron una agrupación musical, de influencia rockabilly, llamada "Dick Stones", en la cual tocaban temas de Chuck Berry, Gene Vincent y Elvis Presley. Entre 1982 a 1985 tocaron en universidades, peñas y bares. Con el objetivo de triunfar en el ambiente artístico nacional, en 1985 deciden radicarse en Santiago y cambiar el nombre de la banda a Los Tres. En 1988 se les unió Ángel Parra hijo, hijo de Ángel Parra y nieto de Violeta Parra. A pesar de tener cuatro integrantes, el grupo decide mantener el nombre original de la banda, con el cual ya habían logrado notoriedad.
En la capital, Henríquez se ubicó rápidamente en un círculo de creadores vinculados al teatro, con los cuales comenzó a colaborar como musicalizador. Junto a Cuti Aste y la primera formación de Los Tres (aún sin Ángel Parra), participó como compositor y ejecutante del montaje "Y Warhol" (1988). Más tarde, convenció a Willy Semler de montar "Sabor a miel", de la inglesa Shelagh Delaney, una de las dramaturgas favoritas de Morrissey, uno de sus muchos inspiradores. Alrededor de esa época se ocupó también en televisión, musicalizando en vivo el programa "Enrédese".
Pero su cumbre de este primer período profesional fue, sin duda, su participación en el montaje de La Negra Ester, una de las empresas más significativas del arte chileno. Henríquez fue allí parte de La Regia Orquesta, la banda de música en vivo que se abocaba a la interpretación de mambos, tangos, cuecas choras y jazz criollo ("jazz guachaca"), y que también integraban Cuti Aste y Jorge Lobos. Su tiempo junto a la compañía Gran Circo Teatro resultó una experiencia artística invaluable que lo llevó a recorrer parte de Europa y Canadá, y conocer a creadores que resultarían claves para su trabajo posterior, ya fuese por su inspiración (el director Andrés Pérez y el folclorista Roberto Parra, sobre todo) o por la sociedad creativa y sentimental que establecería con la cantante Javiera Parra.
En este mismo año, Álvaro participaría en la película independiente Moizefala, la desdichada de Germán Bobe, donde actuaría y pondría música a la cinta junto a otro músicos de la talla de Javiera Parra y Andrés Bobe. La película saldría a exhibición en 1996, con una banda sonora con la música de esta, donde se incluye un tema de Álvaro dedicado a Andrés Bobe, quien había fallecido recientemente. 
En 1991, Los Tres lanzan su disco debut, Los Tres, grabado bajo el sello Alerce. Este disco contiene temas como «Pájaros de fuego», «He barrido el sol», «La primera vez», con críticas implícitas a Augusto Pinochet, y «Un amor violento», ganadora de un premio nacional de música.[cita requerida]
En 1993 lanzan su segundo trabajo, titulado Se Remata el Siglo, bajo el sello multinacional Sony. De este disco destacan las canciones No sabes qué desperdicio tengo en el alma, Gato por liebre y El aval, en el que se puede también apreciar la influencia del grunge de Seattle, la cual no había sido explorada en su disco anterior.

### Consolidación artística
La difusión masiva de la banda se inicia con el álbum La espada & la pared, editado en 1995 bajo el sello Sony. De ese disco destacan canciones como «La espada y la pared»,    «Déjate caer» y «Tírate». También destaca «Tu cariño se me va», canción de Buddy Richard, que la banda volvió a grabar con énfasis roquero y con el propio autor (ausente hacía años de los medios) compartiendo micrófono con Henríquez. Con este disco la banda consigue el Disco de Oro en veinticinco días y el Disco de Platino en cuarenta y seis días. Además, este disco abre su camino a la internacionalización 34.
Ese mismo año se inicia como productor musical, siendo su primer trabajo la producción del disco ¿Quién Mató a Gaete? de Mauricio Redolés. Posteriormente compondría y produciría el álbum debut de Javiera y Los Imposibles, Corte en Trámite, del mismo año.
El 14 de septiembre de 1995 graban un concierto Unplugged en Miami para la cadena MTV, que saldría editado en un álbum llamado Los Tres MTV Unplugged, en abril de 1996. Este disco contiene varias canciones de los discos anteriores en versiones acústicas, una canción inédita, «Traje desastre», y tres temas originales de Roberto Parra, que había fallecido unos meses antes y en su honor fue dedicado el disco. De las canciones de Roberto Parra, el foxtrot «Quién es la que viene allí» se convirtió en un éxito inmediato, permaneciendo hasta la fecha como una de las canciones más recordadas de Los Tres en el imaginario popular. En este disco contaron con la presencia de Antonio Restucci y Cuti Aste.
En 1996 lanzan La Yein Fonda, un disco grabado en vivo desde su fonda inaugurada ese año, donde interpretan cuecas y cumbias. En 1998 editarían Peineta, disco con jazz huachaca y cuecas choras, homenaje a los hermanos Roberto y Eduardo Parra. En estos discos, el grupo desarrolla su acercamiento a las formas de música chilena más tradicionales, pero también más olvidadas por la conciencia popular.
En 1997 se edita Fome, su cuarto trabajo de estudio. De este disco destacan las canciones «Bolsa de mareo», «Olor a gas» «Jarabe para la tos» y «La torre de Babel». El álbum significa una completa reinvención, la creación de un rock fino y elaborado, con más elegancia y menos frescura que sus trabajos anteriores. Este sonido sería poco comprendido por quienes venían siguiendo el sonido de Los Tres, especialmente después de su Unplugged. Las letras, asimismo, se vuelven más crípticas y difíciles de comprender.
Ya en la época de la grabación de Fome, habrían existido fricciones entre los integrantes de la banda, que se acentuarían con la grabación de su sucesor, La sangre en el cuerpo, el quinto trabajo en estudio de la agrupación, que saldría en 1999, con canciones como «No me falles» y «La respuesta». En términos sonoros, La sangre en el cuerpo conserva parte del sonido más decantado de Fome, pero con composiciones más fáciles de escuchar que su antecesor. En este disco se cuenta con la participación de Roberto Márquez, integrante de la banda chilena Illapu y de la cantante mexicana Julieta Venegas. En 1998, Henríquez supervisó la versión que Julieta Venegas (entonces, su esposa) grabó de «El triste», una de las canciones incluidas en un disco en homenaje a José José, llamado Un Tributo (a José José). Destaca también la presentación de la banda en 1999 en el concierto Hecho en Chile, donde compartieron escenario con Los Jaivas e Illapu. Álvaro también participó en el disco del exintegrante de Los Prisioneros, Jorge González, llamado Mi Destino: Confesiones de una Estrella de Rock, destacando la canción «El viejo que bailaba el nuevo estilo de baile» (donde por primera vez se juntan a grabar un tema tres músicos muy importantes para Chile, Jorge González, Carlos Cabezas y Álvaro Henríquez) y produjo un disco de cuecas de Ángel Parra llamado Brindis y cuecas caballas. También compuso en esta época la banda sonora de la película de Andrés Wood El desquite.

### Pettinellis y otros proyectos
En 2000, la banda anunció su separación. Realizaron varios conciertos de despedida, uno de los cuales fue registrado en el disco Freno de mano de 2000. Después de la separación, cada miembro se dedicó a sus proyectos individuales. Su decisión por registrar su historia en un libro junto al cronista argentino Enrique Symns probó ser una de sus decisiones más desafortunadas, y terminó con la banda desautorizando a quien ellos mismos habían elegido como colaborador. De todos modos, hacia fines de 2001 apareció "Los Tres: La última canción", para agitar un rato el comidillo nacional con revelaciones bastante más íntimas que las que necesitaban los fanes.

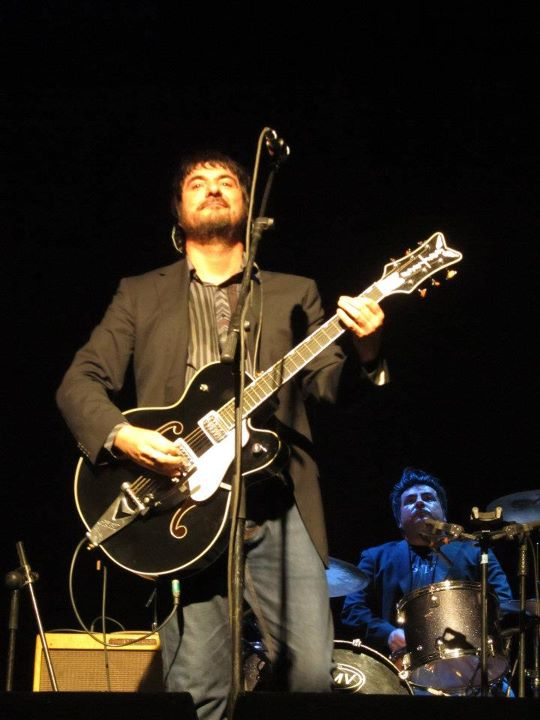
Álvaro Henríquez con Pettinellis en 2011

En 2001, Álvaro Henríquez, junto a Camilo Salinas, Nicolás Torres y Pedro Araneda, formaron la banda Los Pettinellis. Ese mismo año produjo el álbum tributo a Violeta Parra, Después de vivir un siglo. En este disco, Los Pettinellis aportaron con la canción "Y Arriba Quemando el Sol", pero Henríquez también participaría junto al conjunto chileno Canal Magdalena en la versión del tema "De Cuerpo Entero". En este año también se editó el disco doble La Yein Fonda II, compilación de la fonda realizada ese año. El disco cuenta con las participaciones de Álvaro Henríquez en Los Pettinellis, Los Bunkers, entre otros. Al año siguiente, participó como productor del segundo disco de Los Bunkers, Canción de lejos.
En 2002, se edita su disco homónimo, que consiguió el disco de oro. Del álbum se extraen cuatro sencillos: «Hospital», «Ch bah Puta la Wea» [sic], «Un hombre muerto en el ring» y «No hables tanto», destacando también la presencia de tres cuecas eléctricas (dos de ellas —«El desquite» y «Cuando una madre llora»— incluidas antes en las bandas sonoras de la película El desquite y el documental Estadio Nacional). En este año también sale al mercado el EP Vale callampa, un disco que la banda mexicana Café Tacuba hizo en homenaje a Los Tres, debido a su separación. Dentro de los temas que conforman el CD encontramos a «Déjate caer», que fue el sencillo de este disco, «Un amor violento», «Tírate» y «Olor a gas». Álvaro se presentaría en los MTV Video Music Awards Latinoamérica 2002, presentado el tema de Los Tres «Olor a gas», contando con la participación de Café Tacuba, Javiera Parra, Ely Guerra y Erica García.
El sonido del grupo es caracterizado por las composiciones íntimas de Álvaro Henríquez (hay un tema dedicado a su madre y uno a su padre fallecido, y el disco está dedicado "a la partida de Fidel y a la llegada de Olivia", su primera hija), y el sonido de teclados prominentes aportado por Camilo Salinas.  La banda se ocupó en una intensa agenda en vivo, concentrada en Santiago y regiones, y hasta con una parada en la ex Penitenciaría de Santiago en agosto del 2003 para participar de un ciclo de actividades musicales para presos. Entonces el grupo dejó registrada en el disco Rock & Rejas su última composición, la cueca «Cadena perpetua».
En 2003, el grupo se encargó de la banda sonora de la película nacional Sexo con amor. Es en ese mismo año cuando Henríquez participa como músico invitado del grupo Los Prisioneros, luego de la polémica salida de Claudio Narea guitarrista de dicha banda. Junto a ellos graba el disco En las Raras Tocatas Nuevas de la Rock & Pop y toca en la gira nacional que ofrecieron junto a los mexicanos Café Tacuba, invitando en algunas ocasiones a sus antiguos colegas de Los Tres. En febrero de 2004, Los Pettinellis se presentaron en el Festival de Viña del Mar, publicando además una edición especial del disco debut de la banda con bonus tracks y un DVD.
Después de una gira en 2004, Los Pettinellis llegaron a su fin, luego de que Henríquez expulsara de la agrupación a Camilo Salinas y Nicolás Torres, iniciándose de esta manera la etapa solista de Álvaro Henríquez.

### Etapa solista
La aventura solista de Álvaro Henríquez incluye un único disco homónimo, editado en 2004 por el sello La Oreja/Bizarro, y que incluye canciones como «Amada», «Mátame» y «Sirviente y no patrona», en las cuales refleja su estado personal con intimidad y estilo. En él también se incluyen tres cuecas para continuar la tradición iniciada por el disco de Pettinellis, además de una versión de Los Tigres del Norte, titulada «Jefe de jefes». El álbum no fue demasiado exitoso en términos de ventas, aunque sí fue un éxito de crítica. En 2005 Henríquez se dedicó a la producción musical, donde encontramos el disco solista "Lejos" de Joselo Rangel, integrante de la banda Café Tacuba. Con este último músico se presentó algunas veces en vivo durante el primer semestre del 2005, incluyendo un teloneo a la leyenda soul James Brown, en la Quinta Vergara de Viña del Mar. Es en este mismo escenario cuando deslumbra a sus fanáticos al aparecer en medio de la presentación de la banda Café Tacuba a interpretar algunos temas de Los Tres, entre los que destaca Un Amor Violento. También encontramos la producción del álbum Corazón Loco, de José Alfredo Fuentes, intérprete chileno de baladas y animador de televisión, para el cual compuso tres nuevas canciones y en el que participó como arreglador, guitarrista y segundo vocalista en todos los temas. El dúo tuvo varias presentaciones conjuntas entre fines de 2005 y comienzos de 2006, incluyendo apariciones en una nueva versión de La Yein Fonda y el Festival del Huaso de Olmué de 2006. En este mismo año también participaría en el disco Homenaje a Los Jaivas, interpretando el tema «Sí tú no estás». Álvaro también grabaría un vídeo que fue incluido en la campaña electoral de Michelle Bachelet, donde el músico demuestra su apoyo a la candidata en las elecciones de ese año.

### Retorno de Los Tres

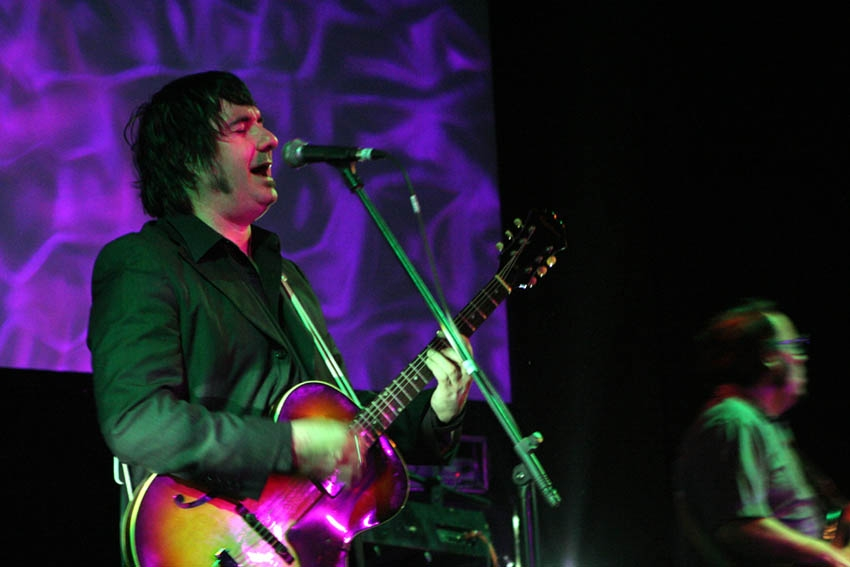
Álvaro Henríquez en 2006.

En 2006, tras rechazar una oferta millonaria por parte de los organizadores del Festival de Internacional de la Canción de Viña del Mar para reunir a la disuelta banda, el 4 de marzo se anuncia que el grupo penquista se reunía con tres de los cuatro miembros originales: Álvaro Henríquez, Roberto "Titae" Lindl y Ángel Parra. Además de Manuel Basualto, como baterista invitado. Los Tres ofrecieron su primera presentación en vivo no en Chile, sino en el D.F. mexicano, cuando el 14 de mayo cerraron el festival "Vive Latino" en un concierto de repertorio antiguo que tuvo a dos integrantes de Café Tacuba como invitados especiales.
El 3 de julio de 2006 salió a la venta el nuevo álbum de la banda, Hágalo usted mismo, que incluye diez nuevas canciones, dentro de las cuales se destacan los sencillos «Camino,» «Cerrar y abrir» y el tema homónimo del disco, «Hágalo usted mismo», además de dos temas dedicados a Augusto Pinochet («No es cierto») y Manuel Contreras («Bestia»). En sólo 24 horas, el álbum logra disco de oro por 10.000 copias vendidas. 
El álbum fue presentado en dos conciertos los días 7 y 8 de julio en el Arena Santiago del parque O'Higgins, de la capital chilena, dando un concierto con temas nuevos y los clásicos conocidos de la banda, que tuvo la presencia del miembro de Café Tacuba, Emmanuel Del Real. Posteriormente, y debido al éxito de esa experiencia, el grupo suma presentaciones en el Sporting Club de Viña del Mar; en Concepción, su ciudad natal, para luego cerrar esa etapa con la presentación en el Festival de la Pampilla de Coquimbo, en donde reúnen a casi 120.000 personas. El 3 de noviembre de 2006, la banda aparecería en la serie animada Pulentos, donde los jóvenes raperos harían una versión de su tema «Somos tontos, no pesados». En enero de 2006 la banda se presentaría en el megarrecital llamado "La Cumbre del Rock Chileno: Toda la Fuerza del Rock", recital que juntó a un sinfín de músicos y grupos chilenos, desde Los Jaivas a Los Bunkers, por citar algunos. Los planes del grupo van por la internacionalización definitiva, la que consiguieron en 1996 con su disco MTV Unplugged, a través de giras por México y Estados Unidos, además de participar en el Festival de Viña del Mar en febrero del 2007 logrando ganar Antorcha de Plata, Antorcha de Oro, y Gaviota de Plata, máximo premio otorgado a los artistas invitados. Es en esta presentación donde Los Tres sorprenden al público invitando al escenario al músico argentino Fito Páez, quién también se presentaba esa noche, a interpretar el tema «Déjate caer». 
El viernes 14 de diciembre de 2007, la Presidenta de Chile, Michelle Bachelet, les concedió el Premio a la Música Nacional "Presidenta de la República", en una ceremonia realizada en el salón Montt Varas, del Palacio de La Moneda. La banda nacida en Concepción fue galardonada en la categoría Música Popular.
El sábado 15 de diciembre, salió a la venta Arena, un DVD con registros del concierto realizado el 7 de julio en Arena Santiago, que además contiene un backstage de Los Tres con Fito Páez en el Festival de Viña del Mar e imágenes obtenidas en conciertos entre 2006 y 2007.
A comienzos de septiembre de 2008, la banda fue galardonada con una estatuilla Apes en la categoría "mejor grupo", gracias a su disco Hágalo Usted mismo. En la segunda mitad de 2008, la banda creó la música para un interesante comercial del canal de fútbol chileno, CDF (Canal del Fútbol), con una curiosa y pegajosa frase: "No seai pelota, ¡juega a la pelota!". Durante los últimos meses de 2008, Los Tres colaboraron en el disco Tributo a Inti-Illimani Histórico. A la salud de la música chilena, con una magnífica versión de la canción «Retrato».

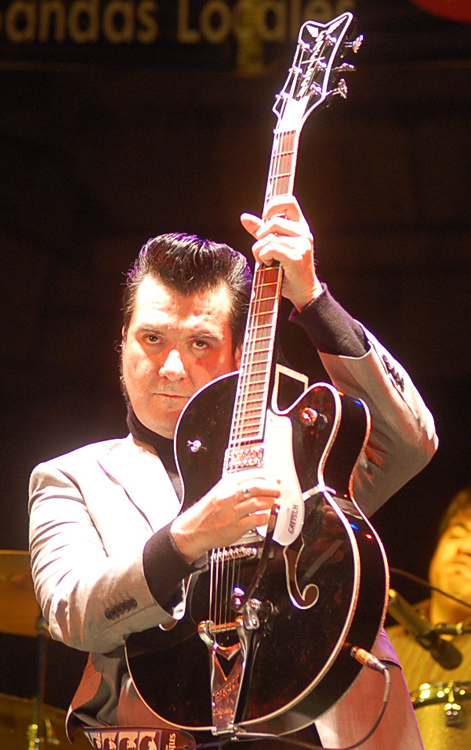
Álvaro Henríquez en un concierto en Maipú (2010).

El 22 de enero de 2009, Ángel Parra anunció que la banda grabará un disco nuevo este año. Además declaró: 

"Ahora recién Álvaro tiene unas ideas de canciones y estuve escuchando unas cosas bastante bonitas e interesantes. También nos queríamos tomar un tiempo porque es importante este nuevo disco para nosotros, porque es clave. Hicimos Hágalo Usted mismo que significó la vuelta de Los Tres a los escenarios y a tocar juntos, pero este segundo disco es fundamental para nosotros y queremos sorprendernos como nunca. Es delicado el tema".

Durante junio de 2009, la banda lanzó su DVD, 30 y Tr3s Horas Bar, espectáculo de rock y danza registrado en mayo y junio de 2008 junto al Ballet del Teatro Municipal de Santiago. Algunas de las canciones que la agrupación tocó en aquellas oportunidades fueron: «Quién es la que viene allí», «Pájaros de fuego», «Amores incompletos», «Un amor violento», «El sueño de la hora más oscura», «Claus» y «Tírate», entre otras. 
En este mismo año, Álvaro Henríquez produciría el tercer disco de estudio de la banda Primavera de Praga, llamado SATELITE.
En junio de 2010, previo a lo que será su próximo álbum, Los Tres sorprenden en la radio Rock & Pop con un magnífico cover del tema «Saco azul», original de Los Fabulosos Cadillacs, en una versión Surf Rock que formará parte de un nuevo disco tributo a la legendaria banda argentina que se editará en Argentina, México, Chile, Colombia, Perú y España, y en el cual participan importantes artistas como Andrés Calamaro, Gondwana, Catupecu Machu, Aterciopelados, entre muchos otros. Se anunció además que este cover sería el primer sencillo promocional del disco, y que también contaría con un videoclip.
Durante julio de 2010, Los Tres vuelven a Nueva York para encerrarse en el estudio de grabación a preparar el esperado nuevo álbum, anunciado hace un par de años (sucesor del exitoso Hágalo usted mismo) y una vez más bajo la producción del ingeniero Joe Blaney. Este disco consta de 16 canciones inéditas, entre ellas: dos canciones instrumentales, dos cuecas carceleras de Roberto Parra Sandoval, y canciones nuevas como «Hoy me hice la mañana», «Don José», «El hocicón», «Diabla» y «Cárcel, hospital y cementerio». Este trabajo lo realizan en los estudios Dreamland Recording de Nueva York. Prestigioso estudio donde han grabado destacados músicos con Pat Metheny, The B-52's, Herbie Hancock, 10,000 Maniacs entre otros. Aprovechando su estadía en USA, Los Tres realizan una gira por diversas ciudades del país como Washington y Nueva York, entre otras.
Al conocerse el derrumbe de la mina San José, donde quedaron 33 mineros atrapados bajo tierra, la banda decidió lanzar una versión del tema «A la mina no voy» en conjunto con los grupos Inti-Illimani y Quilapayún.
El 2 de septiembre, la banda confirmó que su nuevo disco se llama Coliumo, en homenaje a una de las localidades más afectadas por el Terremoto de Chile de 2010. El primer sencillo del álbum fue la canción «Shusha» y estuvo rotando en las principales radioemisoras de Chile a partir del miércoles 8 de septiembre. El 2 de febrero de 2011, la banda dio a conocer el primer video del disco, correspondiente al segundo sencillo «Hoy me hice la mañana». Dirigido por Eduardo Bertrán, los integrantes hacen un homenaje a las víctimas del terremoto en Chile.
El 11 de diciembre de 2010 se presentaron en el Festival Cristal en Vivo: El Abrazo 2010 en la elipse del parque O'Higgins de Santiago. Este festival contempló en una jornada maratónica de más de 10 horas, reuniendo a históricos exponentes del rock argentino con grandes figuras del Rock Chileno, entre los que destacan Vicentico, Los Jaivas, Charly García, Jorge González, Fito Páez, Los Bunkers, Andrés Calamaro. etc.
En el 2011 destaca la gira que realiza la banda por el país celebrando los 20 años desde el lanzamiento de su primer disco. También podemos mencionar la creación de una canción, llamada «Plebiscito Ahora», donde se refleja el sentir de la población en contra de la creación de la hidroeléctrica HidroAysén.
A medidados de 2023 se anuncia una nueva reunión de la formación original, con Pancho, Ángel, Titae y Álvaro, donde se anuncian conciertos en el Movistar Arena, primero dos con agotado récord, para el 27 y 28 de abril, luego se agregó una tercera fecha para el 30 de abril y a pedido del público una cuarta fecha también en el arena santiago, esta vez, a pedido del público con la cancha sin asientos para aumentar el aforo y mejorar el valor de las entradas, además se anuncian fechas en antogagasta, puerto montt y concepción a esta reunión se le llama "la Revuelta" 

## Vida personal
Vivió un largo romance con la cantante Javiera Parra.
Estuvo casado durante un corto período con la cantante mexicana Julieta Venegas.
Se le conoció un romance con la actriz Patricia López, durante el año 2000.
Tiene una hija llamada Olivia Henríquez Loyola, producto de su relación con la actriz Mariana Loyola.
Fue pareja de la psicóloga Raffaella Di Girolamo, a quien le dedicó la canción Raffaella. 
En 2008 se da a conocer su romance con la actriz y comediante Nathalie Nicloux exintegrante de los programas El Club de la Comedia y Animal Nocturno.

### Salud
El 19 de enero de 2018, se generó una polémica luego de que el grupo Los Tres se presentara en Talagante, donde se vio a Álvaro Henríquez desganado, con dificultades para cantar y desplazarse. Posteriormente se confirmó que Henríquez estaba con problemas de salud, lo que significó cancelar su presentación en la Cumbre del Rock Chileno. Sólo en ese momento fue cuando los problemas de salud de Henríquez salieron a la luz pública.
En agosto de 2017, Henríquez acudió a la Clínica Las Condes para tratarse un daño hepático crónico, que se evidenciaba al menos desde 2010 y que incluyó una cirugía gástrica además de tratamientos para tratar su obesidad. “Todo se produjo por una adicción al alcohol de muy larga data”, aclararía su médico tratante, el nefrólogo, Dr. Erwin Buckel.
El 2 de mayo de 2018, fue operado de urgencia en la clínica Las Condes donde se le realizó un trasplante de hígado, debido a problemas asociados con el exceso de alcohol. Álvaro Henríquez esperaba desde mediados de marzo un trasplante de hígado. Tan seria era la situación que se había convertido en prioridad nacional. “Llegó en condiciones extremadamente graves”, explicaría en conferencia de prensa el doctor Buckel. Henríquez estuvo hospitalizado al menos 6 veces por períodos de días a semanas, antes de su intervención. El 25 de mayo fue dado de alta favorablemente para dar inicio a un largo proceso de recuperación.

## Discografía

### Como solista
- 2004: Álvaro Henríquez

### Con La Regia Orquesta
- 1989: La Negra Ester (reeditada en CD en 2001)

### Con Los Tres
- 1991: Los Tres
- 1993: Se remata el siglo
- 1995: La espada & la pared
- 1996: La Yein Fonda (álbum)
- 1997: Fome
- 1998: Peineta (álbum)
- 1999: La sangre en el cuerpo
- 2006: Hágalo usted mismo
- 2010: Coliumo
- 2015: Por acanga (EP)
- 2025: Revuelta en vivo

### Con Pettinellis
- 2001: La Yein Fonda II
- 2002: Pettinellis
- 2022: Pettinellis II